# Drassinella modesta
Drassinella modesta là một loài nhện trong họ Phrurolithidae.
Loài này thuộc chi Drassinella. Drassinella modesta được Richard C. Banks miêu tả năm 1904.